# Fire Emblem Awakening
Fire Emblem Awakening is het dertiende spel uit de Fire Emblem computerspelserie. Het spel is het eerste Fire Emblem spel voor de Nintendo 3DS en is ontwikkeld door Intelligent Systems en Nintendo Software Planning & Development. Het spel is in april 2012 in Japan uitgebracht en is in 2013 in de rest van de wereld beschikbaar geworden.
Intelligent Systems wilde Fire Emblem toegankelijker maken voor nieuwkomers en heeft in Fire Emblem Awakening de zogeheten Casual Mode geïntroduceerd. In deze spelmodus is er geen permanent death, wat in voorgaande spellen altijd aanwezig was. Door permanent death komen karakters niet terug in het spel als ze dood gaan, wat het spel mogelijk te lastig voor nieuwe spelers maakt.
Fire Emblem Awakening was mogelijk het laatste deel uit de Fire Emblem-serie. Fire Emblem verloor zijn populariteit, Awakening was Nintendo's poging om Fire Emblem nieuw leven in te blazen. Wanneer er van Fire Emblem Awakening minder dan 250.000 exemplaren verkocht zouden worden, zou Fire Emblem definitief stoppen. Tijdens de eerste week na uitgave waren er al 242.600 exemplaren verkocht en aan het eind van 2012 waren dit er inmiddels 455.000.

## Ontvangst
Het spel werd zeer positief ontvangen in recensies. Men prees de speleigenschappen die zowel geschikt zijn voor beginnende als ervaren spelers. Ook was men positief over de gameplay, het verhaal en de strategie-elementen. Enige kritiek was er op de kunstmatige intelligentie van de vijandelijke spelers. Op verzamelwebsite Metacritic heeft het spel een score van 92%.